# Martin Koeman
Martin Koeman (Purmerend, 1938. július 26. – Leeuwarden, 2013. december 18.) holland válogatott labdarúgóhátvéd, edző.

## Pályafutása
Hivatásos pályafutását Koog aan de Zaan-ban kezdte, 1955–60-ig játszott a KFC csapatában. A Blauw-Wit Amsterdam hátvédje volt 1960–63-ig, majd egy évtizeden keresztül játszott Groningenben a GVAV, majd az ebből alakult FC Groningen csapatában. Pályafutása végén egy évig, 1973–74-ben az SC Heerenveen játékosa volt.
A holland válogatottban egyszer lépett pályára, 1964. április 12-én Ausztria elleni 1-1-es döntetlen mérkőzésen. Az amsterdami meccsen a 73. percben állt be csereként Piet Kruiver helyett. Ezen kívül hatszor ült válogatott mérkőzésen a kispadon.
Mindkét fia, Erwin Koeman és Ronald Koeman is labdarúgó lett, sőt, mindketten követték őt abban is, hogy mind a Groningen, mind a válogatott játékosai voltak.
1987-ben egy rövid ideig az FC Groningen vezetőedzőjeként is dolgozott.